# 焦岱镇
焦岱镇，是中华人民共和国陕西省西安市蓝田县下辖的一个乡镇级行政单位。

## 行政区划
焦岱镇下辖以下地区：
焦岱街村、大洋峪村、小洋峪村、东光村、谢家岭村、吴家寨村、鲍旗寨村、任家庄村、张家村、柳家湾村、水泉村、安寺沟村、陈家沟村、赵家扁村、梁家扁村、候家扁村、蔡家坡村、樊家坡村、荣家沟村、佘家湾村、沟口村和老虎沟村。